# 천연가스 자동차

대명운수에서 운행중인 성남 57번 버스에서 운행되고 있는 BS110CN 로얄 논스텝 차량으로 2009년식이다. 현재는 다른 차량으로 대차된 상태.

천연 가스 자동차(天然 가스 自動車，Natural gas vehicle, NGV)는 천연 가스를 사용하는 저공해 자동차의 일종이다. 
연료로는 압축천연가스(compressed natural gas ,CNG)를 주로 사용하며, 최근에는 액화천연가스(liquefied natural gas, LNG)를 사용하기도 한다. 
2008년 기준으로 세계적으로 이미 7백만 대의 천연가스 자동차가 운행 중이다. 
아르헨티나, 브라질, 파키스탄, 이탈리아, 인도, 중국, 이란 등 주로 천연가스 생산량이 많은 국가에서 많이 도입하였으며, 특히 남미의 비중이 48%에 이를 정도로 높다. 
미국은 13만대의 천연 가스 차량이 운행 중이며 주로 버스 위주로 도입하였으며, OECD 국가 전체에서 50만 대가량 도입하여 사용중이다. 
대한민국에 보급되는 차량들은 대부분 CNG 개조차량으로 천연가스와 디젤을 동시에 사용할 수 있도록 연료 시스템을 개조하여 사용하고 있다.
미세먼지 발생이 적은 등 많은 이점에도 불구하고 천연가스 차량은 도입에 많은 어려움을 겪고 있다. 
특히 천연가스 충전소 등 인프라 구축이 선행되어야 하는 점이 가장 큰 문제점으로 대두되고 있는데, 충전소 부지 확보와 경제성을 이유로 강릉시와 아산시같이 천연가스버스의 도입을 거절하는 기초자치단체가 많다. 
거기에 영천시처럼 관내에 충전소를 아직 갖추지 않고, 인접 지역의 충전소를 이용하여 천연가스버스를 운행하는 경우도 있다. 
그래서 2010년대 후반부터 천연가스버스를 도입하지 않은 몇몇 지자체에서 일렉시티 등의 전기버스를 먼저 도입하는 경우가 많다.

## 특징
- 연료 성분의 특성 : 천연가스의 대부분은 메탄(CH4)으로 구성되어 공기보다 가벼워(비중 0.6) 누출시에도 쉽게 확산이 되는 성질을 가지고 있다.
- 연료의 발열량 : 1m^3의 천연가스는 약 38 MJ (10.6 kWh)의 에너지를 연소시 생성한다.

## 운행지역
(# 표는 CNG 하이브리드 운행 지역이다.)
- 수도권 : #서울, #인천, #수원, 안산, 시흥, 포천, 평택, 안성, 오산, 화성, 성남, 용인, 이천, 광주, 하남, 구리, 남양주, 의정부, 양주, 동두천, 고양, 파주, 김포, 부천, 안양, 광명 (여주, 옹진, 양평, 가평 등은 제외)
- 동남권 : #부산, #양산, #울산, 창원, 김해, 진주
- 대경권 : #대구(경산, 칠곡), 포항, #구미(김천), #경주, 영천
- 강원도 : 춘천, 원주(횡성), 동해, 삼척
- 충청도 : 천안(아산), 대전(계룡), #세종, #청주(증평, 진천)
- 전라도 : #전주(완주), 익산, #군산, #광주, 나주, 여수, 순천, 광양, 목포(무안, 신안)

- 전 차량 천연가스버스[시내버스 기준] : 서울, 부산, 인천, 대구, 춘천, 원주, 여수, 포항

## 같이 보기
- 수소내연기관자동차

 본 문서에는 서울특별시에서 지식공유 프로젝트를 통해 퍼블릭 도메인으로 공개한 저작물을 기초로 작성된 내용이 포함되어 있습니다.